# 日本医療福祉生活協同組合連合会
日本医療福祉生活協同組合連合会（にほんいりょうせいかつきょうどうくみあいれんごうかい、英語：Japanese Health and Welfare Co-operative Federation）とは日本の医療生活協同組合・医療福祉生活協同組合・保健生活協同組合（医療関係の生活協同組合）を組合員とする連合会である。略称は医療福祉生協連、医療生協、医療福祉生協、保健生協、健康生協などの呼び名がある。加盟団体は104団体（日本各地の医療福祉系の単位生協が103団体と日本生活協同組合連合会が加盟）、従業員数は全体で約3万9千人。

## 概要
1957年に設立された日本生協連の医療部会の構成組織（115生協と日本生協連）の総意によって、2010年に設立された消費生活協同組合法にもとづく医療や福祉に関する全国的な生協連合会である。
太平洋戦争前の日本に存在した産業組合法にもとづいて医療事業を行っていた日本各地の医療利用組合が源流である。その中には賀川豊彦らが設立した組合（1921年設立の神戸購買組合）もあった。1948年、生協法が制定。「劣悪な衛生状態の改善」や「貧しいことを理由に差別されない診療所」を望む住民たちの声に答える形で、引揚者だった者やレッドパージで仕事をなくした医師や看護師らが中心となり、各地で医療生協運動を本格化させた。1949年、日本生活協同組合連合会が設立された。この時、各地の医療生協も日生協連に加盟した。5,60年代の各地の医療生協は公害や災害への対処や地域の保健や公衆衛生やソーシャルワークに力を注いだ。1957年、各地の医療生協連は日生協連の医療部会を結成した。日生協連の医療部会は1991年に「医療生協の患者の権利章典」を決定。組合員や患者が主体の医療を方向性を示した。2000年代になると日本生協連内部で「専門性が高く、一定の規模をもって自律的な運営が可能な分野においては、専門連合会としてまとまって日本生協連に参加していくことが望ましい」（組織運営等検討小委員会報告、2003年4月）との認識が広がり、医療部会が2010年に独立して、現行の日本医療福祉生活協同組合連合会となった。
現在の医療生協連は医療事業・福祉事業を行う生協を代表する生協連合会として、加盟団体と協力して会員生協の指導・援助、医薬品・医療材料・医療機器の供給、学習・教育資材の提供、渉外・政策活動など様々な事業を行っている。
加盟団体のうち、病院が70施設、診療所が280施設（内、無料診療所が270施設）、歯科75施設である。急性期病院から診療所・訪問看護ステーション・介護事業所などで、12,000人を超える看護職員が働いている。サービス付き高齢者向け住宅は24施設、有料老人ホームは27施設を運営している。また医療生協連として、介護福祉士実務者研修通信課程を実施している。国際活動にも熱心に取り組んでおり、日本の医療生協連は、国際協同組合同盟の医療福祉分野の国際保健協同組合協議会（IHCO）に所属して副会長国を勤めている。また海外からの視察団を受け入れる等もしている。

## 主な加盟団体
- Category:日本の医療機関 (医療生協)を参照。